# Lagocheirus wenzeli
Lagocheirus wenzeli är en skalbaggsart som beskrevs av Dillon 1957. Lagocheirus wenzeli ingår i släktet Lagocheirus och familjen långhorningar. Inga underarter finns listade i Catalogue of Life.